# The Washington Post
A The Washington Post a legnagyobb példányszámú napilap, mely az Egyesült Államok fővárosban, Washingtonban jelenik meg hétköznaponként. Az újságot 1877-ben alapították, ezzel az egyik legnagyobb múltú lap a városban.
Az egyik leghíresebb ügy az újság történetében a Watergate-botrány volt az 1970-es évek elején. Bob Woodward és Carl Bernstein cikksorozatot írt az üggyel kapcsolatban, mely végül Nixon elnök lemondásához vezetett.